# 辻暁夢
辻 暁夢（つじ きょうむ、生年不明 - 昭和2年(1927年)）は、明治時代から大正時代にかけての浮世絵師。

## 来歴
河鍋暁斎の門人。姓は辻、名は作次郎。祖先は静岡から天海についてきた者の一人という。日暮里金杉に住み、御行の松の前、音無川の向こう側にて紅梅焼きの店を営んでいた。また、元彰義隊隊士であったようで、慶応4年（1868年）5月15日、上野戦争の際には寛永寺の中にいて、本覚院の宝物3点を守ったといわれる。その内訳は、天海が袱紗の裏に書いた未来記のようなもの、その袱紗内にあった降魔の利剣、狩野探幽による徳川家康の座像であった。なお、翌日、師の暁斎は上野に行った折、かねてから懇意にしていた上絵師、石崎房吉に逢い、一緒に帰ったという。その後、暁夢は、大正10年（1921年）8月から大正11年（1922年）4月の頃に、暁斎の娘、河鍋暁翠の紹介により日本美術協会の会員となり、昭和2年1月から3月の間まで同会員でいた。かつて、林平馬の所蔵品であった「竹林の七賢人」には、「線寿八翁暁夢」と落款があり、墨で描かれた絵に「妙竹林」と渋沢栄一によって記されている。これにより、本図が林家のために描かれたものであることがわかる。没年については、昭和2年5月発行の『日本美術協会報告　第四輯』に、同年1月から3月の間に死亡により、退会した旨の記載があるので、この期間に没したものと考えられる。
『河鍋暁斎絵日記』には、明治20年（1887年）4月24日に小田原提灯を掲げて袴姿で立っている様子が描かれ、同年7月31日、翌明治21年（1888年）4月1日にも同様の様子が描かれている。さらに同年4月17日には、「辻暁夢土産」と添え書きがある箱の横で右手を頭に当てて座っている様子が描かれている。

## 作品
- 「竹林の七賢人」　肉筆　林良平（調布市）所蔵

## 参考図書
- 河鍋暁斎翁伝　飯島虚心、ぺりかん社、1984年
- 暁斎　第35号　河鍋暁斎記念美術館、1988年
- 暁斎　第66号　河鍋暁斎記念美術館、2000年
- 暁斎　第91号　河鍋暁斎記念美術館、2006年